# Prionacris cantans
Prionacris cantans is een rechtvleugelig insect uit de familie Romaleidae. De wetenschappelijke naam van deze soort is voor het eerst geldig gepubliceerd in 1981 door Descamps.